# Lispocephala flavibasis
Lispocephala flavibasis är en tvåvingeart som beskrevs av Stein 1915. Lispocephala flavibasis ingår i släktet Lispocephala och familjen husflugor.
Artens utbredningsområde är Taiwan. Inga underarter finns listade i Catalogue of Life.